# 厚叶碎米蕨
厚叶碎米蕨（学名：Cheilanthes insignis）为凤尾蕨科碎米蕨属下的一个种。生长在岩石下阴处，海拔2750-3300米。中国见于陕西（佛坪）、甘肃（徽县）、四川西北部（绰斯甲）、西藏（易贡、米林、加查）。模式标本采自四川西北部。